# 十月廿一
十月廿一，农历十月第二十一天。

## 大事记
- 開寶九年（976年），宋太宗即位，改元太平興國。

## 出生
- 朱全忠，中國五代後梁的第一代皇帝。（852年12月5日唐宣宗大中六年十月癸未二十一日，912年逝世）
- 德川吉宗，日本江戸幕府第8代征夷大將軍、第5代紀伊藩主。（1751年）
- 彼得·卢德维格·梅德尔·西罗，挪威证明了群论中重要的基础定理，就是西罗定理。（1832年12月12日）
- 莫奈，法国法国印象派画家 印象派创始人之一。（1840年11月14日）
- 戴尔·卡耐基，美国成功学研究者。（1888年11月24日）
- 钱学森，中国中国航天之父。（1911年12月11日）

## 参看
- 日历
- 十月十九 - 十月二十 - 十月廿一 - 十月廿二 - 十月廿三
- 九月廿一 - 十月廿一 - 十一月廿一
- 正月 - 二月 - 三月 - 四月 - 五月 - 六月 - 七月 - 八月 - 九月 - 十月 - 十一月 - 腊月
- 公历10月21日